# Laurent Chabry
Laurent Chabry (Roanne, 1855-Riorges, 23 de noviembre de 1894) fue un fisiólogo y embriólogo francés. 

## Biografía
Laurent Chabry obtuvo su doctorado de medicina en 1881 y su doctorado de ciencia en 1887. Fue asistente en la Escuela Práctica de Altos Estudios. Dirigió después el laboratorio de Concarneau, y terminó su carrera como Maestro de Conferencias en la facultad de ciencia de Lyon.
Estudió el vuelo de los pájaros y de los insectos, demostrando el mecanismo de doble equilibrio en los coleópteros. Estudió también la tuberculosis y la embriología.